# CDサンティアゴ・ワンダラーズ
クルブ・デ・デポルテス・サンティアゴ・ワンダラーズ（スペイン語: Club de Deportes Santiago Wanderers）は、チリのバルパライソを本拠地とするサッカークラブである。1892年創設で、チリ最古のサッカークラブ。

## 概要
チリで最も歴史のあるサッカークラブで、世界各国の現存する最古のサッカークラブが名を連ねるクラブ・オブ・パイオニアーズ（en:Club of Pioneers）のメンバーである。
「サンティアゴ」という名称であるが、創設以来、クラブはバルパライソに所在している。
同じバルパライソ州のビニャ・デル・マールを本拠地とするエベルトンとはライバル関係にあり、両者の対戦はクラシコ・ポルテーニョ（Clásico Porteño）と呼ばれる。初対戦は1916年5月14日（サンティアゴ・ワンダラーズが4-0で勝利）で、チリで最も歴史のあるダービーマッチである。

## 歴史
1892年8月15日、クラブ創設。
1937シーズンにプリメーラ・ディビシオンに初参加。その後、1944シーズン-1977シーズンにわたりプリメーラ・ディビシオンに在籍した。最盛期は1950-60年代で、プリメーラ・ディビシオン、コパ・チレを2回ずつ制した。
1980年代以降は、プリメーラ・ディビシオンとプリメーラBを往来するエレベータークラブとなっている。

## タイトル

### 国内タイトル
- プリメーラ・ディビシオン：3回
  - 1958, 1968, 2001

- コパ・チレ：3回
  - 1959, 1961, 2017

- プリメーラB：3回
  - 1978, 1995, 2019

### 国際タイトル
なし

## 歴代所属選手

### DF
- エリアス・フィゲロア 1964-1966
- セバスティアン・ロッコ 2003, 2005-2007
- エウヘニオ・メナ 2008-2010
- オスカル・オパソ 2009-2017

### MF
- / ダビド・ピサーロ 1997-1998, 2015-2016
- ロドリゴ・ヌニェス 2000-2004